# Заговор Катилины
За́говор Катили́ны (лат. Coniuratio Catilinae; Bellum Catilinae) — попытка части римского нобилитета захватить власть в результате вооружённого выступления в 62 г. до н. э. Событие названо по имени Луция Сергия Катилины (108 до н. э. — 62 до н. э.), организатора тайного соглашения.
В источниках сохранились разрозненные сведения о существовании и «первого заговора Катилины», относящегося к 66—65 годам до н. э. Историчность «первого заговора» признаётся не всеми историками, а его подробности неясны. Основные события заговора Катилины происходили позднее, в 63 году до н. э. Во второй половине этого года, после поражения отпрыска знатного рода Луция Сергия Катилины на выборах консулов, вокруг него объединились ряд римских нобилей, якобы преследовавших цель захвата власти. Выдвинутое Катилиной требование полного списания долгов привлекло на сторону Сергия не только часть знати, задолжавшей кредиторам, но также тысячи разорившихся крестьян и ветеранов. Основные источники, повествующие о «втором заговоре» — прежде всего, сам Цицерон и Гай Саллюстий Крисп, — настроены к Катилине враждебно и порой противоречат друг другу, что осложняет восстановление событий 63 года до н. э. Препятствует реконструкции истории заговора и изначально тайный характер соглашения (если оно было в реальности).
«Попытка переворота» была раскрыта и подавлена, пять активных участников были казнены без суда, по специальному решению сената. Бежавший из столицы Катилина возглавил отряды повстанцев в Этрурии и погиб в битве под Писторией в 62 г. до н. э. Подавление заговора было использовано философом Марком Туллием Цицероном (106 — 43 г. до н. э.) для своего утверждения в качестве одного из неформальных политических лидеров Рима. Начиная с античной эпохи Катилину и его попытку переворота оценивали крайне негативно, но с середины XIX века начал складываться и образ революционера-идеалиста.

## Первый заговор
Долгое время было распространено мнение о том, что в конце 66 — начале 65 года до н. э. патриций Луций Сергий Катилина был участником неудавшейся попытки захвата власти (в историографии эти события известны как «первый заговор Катилины»). Однако начиная с XX века правдоподобность этих событий всё чаще ставится под сомнение исследователями (см. конец раздела).
В 68 году до н. э. Катилина достиг должности претора, после чего был назначен наместником провинции Африка в ранге пропретора. В 66 году до н. э., вернувшись в Рим, он попытался участвовать в выборах консулов на следующий год, что было вершиной политической карьеры римских политиков. Однако консул Луций Волькаций Тулл не допустил к выборам Сергия вследствие того, что против него началось судебное разбирательство за вымогательство и превышение полномочий в своей провинции. Из-за этого, по свидетельствам источников, Катилина предпринял попытку захвата власти. Другой причиной организации первого заговора стало отстранение избранных консулов на 65 год до н. э. Публия Автрония Пета и Публия Корнелия Суллы вследствие массовых подкупов избирателей. Желая вернуть купленную должность, Пет задумал захватить консульскую власть с помощью заговора. Другими участниками сложившегося заговора источники называют молодого нобиля Гнея Кальпурния Пизона, а также неизбранного консула Публия Суллу.
Некоторые источники называют в числе участников или даже вдохновителей «первого заговора» богатейшего человека в Риме Марка Лициния Красса и амбициозного политика Гая Юлия Цезаря. Утверждалось, что в результате переворота Красс должен был стать диктатором, а Цезарь — начальником конницы. Однако в качестве основного источника информации для этих обвинений использовался не очень надёжный источник — труды Светония, который при рассказе о данных событиях заимствовал информацию из сочинений противников Цезаря. После раскрытия заговора 63 года до н. э. многие политики обвиняли своих оппонентов в связях с Катилиной в прошлом, что наложило отпечаток на все сообщения о событиях 66-65 годов до н. э. Цицерон и Саллюстий, современники описываемых событий, молчат об участии Красса и Цезаря в первом заговоре. Некоторые исследователи также допускали причастность к тайному союзу Гнея Помпея.
По свидетельству Саллюстия, заговорщики планировали убить обоих консулов (Луция Аврелия Котту и Луция Манлия Торквата) в день их вступления в должность (1 января 65 года до н. э.), передать символы их власти — консульские фасции — Пету и Катилине (по другой версии, Пету и Сулле), а Пизону дать армию и отправить в Испанию. По версии римского историка, их акция не удалась, но участники тайного соглашения перенесли выступление на начало февраля, надеясь убить не только консулов, но и ряд сенаторов. Неудачу заговора Саллюстий объясняет поспешностью Сергия: он подал сигнал к началу резни до сбора вооружённых сторонников. Версия Светония заметно отличается: он совершенно не упоминает Катилину применительно к первому заговору, а включает в число его лидеров Красса, Цезаря, Пета и Публия Суллу. Красс должен был стать диктатором, Цезарь — начальником конницы, а Автроний Пет и Публий Сулла должны были стать консулами после того, как Красс снял бы с себя чрезвычайные полномочия. Однако, по версии Светония, заговор был раскрыт ещё до вступления Цезаря в должность эдила (1 января 65 года до н. э.). Ссылаясь на свои источники, Светоний называет и причины неудачи попытки переворота: неявку Красса на форум в день выступления и отсутствие сигнала к началу мятежа со стороны Цезаря. Хотя информация о первом заговоре стала известна многим римлянам, сенатское расследование так и не было начато из-за вето одного из трибунов. Сенат ограничился предоставлением консулам вооружённой охраны, а Пизона, одного из участников тайного союза, отправил в Ближнюю Испанию с полномочиями пропретора, хотя он достиг лишь младшей должности квестора.
В освещении событий первого заговора в источниках существует ряд противоречий и неточностей. Так, ряд деталей в версии событий Саллюстия видятся неправдоподобными: подвергается сомнению сама возможность организации переворота очень небольшой группой должников и маргинальных нобилей, ставится под сомнение возможность захвата власти в результате убийства консулов. Среди противоречий событий 66-65 годов до н. э. называется также незаинтересованность самого́ Катилины в участии в восстании, а также молчание Цицерона, заинтересованного в предании этих событий огласке (первый заговор упоминается им лишь вскользь и без подробностей). В историографии существуют два основных мнения по вопросу о реальности этой попытки переворота — одни историки отрицают существование первого заговора, другие верят в его историчность и пытаются объяснить существующие противоречия в источниках. Важным фактом для интерпретации первого заговора считается отсутствие какого-либо наказания для его участников. Одни исследователи (в частности, Ф. Джонс, Э. Сэлмон и Х. Скаллард) полагают, что прощение было следствием вмешательства влиятельных покровителей Катилины и его союзников; как правило, указывают на возможное вмешательство Красса. Другие историки (в частности, С. Л. Утченко) считают отсутствие наказания свидетельством незначительности событий, а также преувеличением его значимости и введением вымышленных подробностей более поздними авторами. С середины XX века часто встречается точка зрения, что первого заговора вовсе не существовало. Э. Грюн осторожно замечает: «[остаётся сомнительным] существование чего-либо, что может быть квалифицировано как „заговор“», а также призывает воздерживаться от спекуляций при исследовании этих событий.

## Заговор 63 года до н. э.
В 64 году до н. э., после оправдания на суде по делу о превышении полномочий в Африке, Катилина выставил свою кандидатуру в консулы. Ему грозило новое судебное преследование — сенат начал привлекать к ответственности исполнителей проскрипций, — однако председатель суда Гай Юлий Цезарь неожиданно добился оправдания Сергия. У Катилины были хорошие шансы на успешное избрание вместе с Гаем Антонием Гибридой, и они вместе действовали против Цицерона, третьего по силе кандидата, указывая, что тот не должен занимать высшую магистратуру из-за своего низкого происхождения (его полупрезрительно называли homo novus). Цицерон, в свою очередь, публично напомнил о тёмном прошлом своих оппонентов и, прежде всего, Катилины. В результате энергичной предвыборной кампании вместо Сергия был выбран Цицерон; вторым консулом стал Антоний. Саллюстий относит возникновение «нового заговора» именно к 64 году до н. э., но современные исследователи предполагают, что римский историк ошибся на год.

### Причины. Социальная база
Важнейшей предпосылкой к возникновению заговора стала сложная экономическая ситуация в Италии. Проблемы в экономике и социальной сфере существовали не первый год, но на 63 год до н. э. пришлось обострение экономической ситуации. Годом ранее Гней Помпей Великий закончил Третью Митридатову войну, благодаря которой римляне восстановили контроль над богатой провинцией Азия и присоединили новые территории (прежде всего, Сирию и часть Понтийского царства Митридата Евпатора). До этого Помпей уничтожил основные базы пиратов, которые наносили огромный урон морской торговле. Поскольку для многих финансистов вложения на Востоке были выгоднее, чем операции в Италии, они начали перемещать свои капиталы в ранее недоступные из-за войн и пиратов восточные провинции. Ранее кредиторы предпочитали не тревожить крупных должников в Италии; напротив, в отсутствие более выгодных способов вложения денег они предпочитали дожидаться накопления серьёзных сумм по процентам в дополнение к основному долгу. После побед Помпея и открытия азиатского рынка кредиторы начали требовать возврата долгов у италийских должников, чтобы инвестировать их в более прибыльные восточные предприятия. В Италии же ставки по кредитам начали быстро меняться, а финансисты отныне вкладывались только в надёжные и стабильно доходные дела. Для приостановки вывоза капиталов в восточные провинции в 63 году до н. э. сенат был вынужден временно запретить вывоз золота и серебра из Италии. При этом именно середина I века до н. э. отмечена огромными тратами отдельных сенаторов как на предметы роскоши (например, именно в этот период проводились вошедшие в поговорку пиры Лукулла), так и на подкупы на выборах. Наконец, именно на 60-е годы пришлось массовое недовольство, направленное против богатых римлян из сословия всадников. В этой обстановке лозунг Катилины по отмене долгов, выдвинутый ещё на выборах консулов, получил широкую поддержку.
У заговора были и политические причины: в частности, усиление конкуренции между кандидатами в магистраты на выборах и исключение 64 человек из сената цензорами в 70 году до н. э. Самого Катилину к организации заговора подтолкнули нереализованные личные амбиции, которые он не сумел удовлетворить в законном русле. Различные исследователи предполагают у лидера заговора как отсутствие далеко идущих целей, кроме захвата власти, так и первоочередной интерес к личному обогащению или даже поддержку идей реформ в интересах мелкого и безземельного крестьянства. Нереализованные личные амбиции подтолкнули к подготовке переворота и многих знатных римлян. Основные источники информации о заговорщиках, Саллюстий и Цицерон, рисуют их отбросами общества, но на деле социальная база восставших была значительно шире. Прежде всего, среди заговорщиков было много нобилей, в том числе и бывший консул Публий Корнелий Лентул Сура, изгнанный из сената цензорами «за безнравственность». К участию в тайной организации Лентула могло подвигнуть пророчество Сивиллы, будто трём римлянам из рода Корнелиев предначертана власть над Римом. Первыми двумя из них традиционно считались четырёхкратный консул Луций Корнелий Цинна и диктатор Луций Корнелий Сулла. Т. А. Бобровникова излагает иной вариант предания: будто бы Сивилла предрекала власть трём людям с именем на букву «К» (латинская «C»). Другие нобили в кругу Катилины, напротив, не сумели достичь высших должностей, которые занимали их предки, и надеялись занять эти магистратуры с помощью захвата власти. Схожие цели преследовали некоторые представители богатого, но слабо вовлечённого в политику сословия всадников. К тайному союзу примкнуло немало представителей столичной «золотой молодёжи», отвергавших возвышение по традиционной карьерной лестнице (cursus honorum). Весьма много было крупных должников, привлечённых обещанием кассации долгов. Нередко к должникам относят и самого Катилину. По некоторым версиям, он даже был банкротом, однако Саллюстий указывает, что во время подготовки к вооружённому выступлению ему всё ещё ссужали достаточно крупные суммы для организации вооружённых отрядов, что было невозможно в случае банкротства. Об участии Красса и Цезаря во втором заговоре единого мнения нет. Версия о поддержке Катилины на выборах видится историкам более вероятной, но отмечается отсутствие мотивации к участию в заговоре. Позднее Красс содействовал раскрытию заговора, а Цезарь голосовал за пожизненное заключение в качестве меры наказания, соглашаясь с виновностью конспираторов (см. ниже раздел «Получение доказательств, расследование, казнь»). Нет единого мнения и об участии в тайном союзе второго консула, Гая Антония Гибриды, хотя чаще его относят к осведомлённым, сочувствующим или участвующим в заговоре напрямую.
Упомянутые ранее экономические причины обеспечили серьёзную поддержку радикальных лозунгов на Апеннинском полуострове. Сторонников Катилины там активно поддерживало население Этрурии, Пицена, а также некоторых городов центра и юга полуострова (в частности, Террацины и Кротона); возможно, их поддерживали также в Апулии. Прежде всего, заговорщиков активно поддерживали ветераны Суллы, расселённые диктатором по всей Италии после победы в гражданской войне. Радикальная программа Сергия нашла понимание и у части крестьян из Этрурии, чью землю Сулла передал тем же ветеранам. Среди причин, вынудивших ветеранов Суллы идти на крайние меры, называют неумение или нежелание возделывать свои участки (эта точка зрения подвергается критике — многие из ветеранов происходили как раз из крестьян) либо получение многими из 120 тысяч ветеранов неплодородной земли, которая не позволяла организовать доходное хозяйство. Многие жители Этрурии лишились своих участков из-за задолженностей, другие сохранили землю, но их долги всё равно были серьёзными. По свидетельству Саллюстия, именно долги подтолкнули этих людей к вооружённому выступлению на стороне Катилины. Дион Кассий упоминает о проекте земельного закона Сергия, но современные историки затрудняются определить правдивость сообщения этого позднего историка. Хотя Катилина и многие его сторонники раньше поддерживали Суллу, к заговорщикам присоединялись и дети жертв проскрипций диктатора: сенат по-прежнему отказывался реабилитировать их и вернуть им полные политические права. Помимо обещаний отмены долгов, крестьянам сулили избавление от произвола римских магистратов. Незадолго до событий 63 года до н. э. трибун Публий Сервилий Рулл представил достаточно радикальный законопроект, нацеленный, прежде всего, на наделение землёй массы обезземеленных крестьян и городской бедноты, но без экспроприаций. Некоторые исследователи (в частности, Р. Ю. Виппер) видят прямую связь между неудачей законопроекта Рулла и заговором Катилины. В рамках предположения о связи Рулла с Катилиной допускается и существование направляющего «генштаба революции» (по выражению Т. А. Бобровниковой) в составе Красса и Цезаря, которые якобы руководили полностью их действиями.
Заговорщики также рассчитывали на поддержку римских горожан. Последние были недовольны высокими ставками аренды жилья, плохими условиями проживания, высокой безработицей, приостановкой выведения колоний и прекращением раздачи земель из государственного фонда ager publicus. Впрочем, расчёт на поддержку городского плебса не оправдался: в случае потрясений их имущество и жизни были в опасности, и потому они только приветствовали разгром заговора. Х. Скаллард замечает, что чересчур радикальная программа Катилины настроила против него не только многих сенаторов, но также большинство всадников, мелких торговцев и простых рабочих.
Хотя источники сообщают о планах по привлечению рабов к восстанию, характер этих свидетельств очень туманный. Кроме того, среди заговорщиков не было единства в этом вопросе: наибольшую активность в этом вопросе проявлял Лентул, но щедрые обещания Катилины распространялись только на граждан. Поскольку лидеры тайного союза не выдвигали лозунги реформирования системы рабовладения (Э. Грюн характеризует цель Сергия как политический путч, а не социальную революцию), у рабов не было причин для массового присоединения к подполью. Ц. Явец считает, что обещания Лентула были вызваны потребностью заговорщиков в солдатах, но ни в коем случае не стремлением к масштабному пересмотру системы рабовладения. Впрочем, слухи о всеобщем освобождении рабов широко распространились. Множество рабов, в том числе беглецов от хозяев (лат. fugitivi), вступали в контакты с заговорщиками по собственной инициативе, в результате чего отряды Катилины пополнились значительным числом беглых рабов. Более того, уже после ареста Лентула рабы в Риме предпринимали попытки его освобождения. С другой стороны, Цицерон причислял к своим сторонникам в борьбе против заговора часть рабов, живущих «в сколько-нибудь сносных условиях»: П. Ф. Преображенский определяет их как домашних рабов.
Помимо опоры на недовольное население Рима и Италии, заговорщики надеялись, что начавшееся восстание поддержат в провинциях, и прежде всего в Африке. Они также вели переговоры с некоторыми союзными Риму племенами — в частности, с аллоброгами: население Нарбонской (Трансальпийской) Галлии, где жили аллоброги, страдало не только от долгов, но и от римских наместников, следивших за исполнением долговых обязательств и грабивших провинцию. Некоторое время Катилина также надеялся на выступление Пизона в Ближней Испании, но вскоре тот погиб и не смог присоединиться к восстанию.

### Формирование заговора
Проиграв выборы Цицерону и Антонию, Катилина в следующем году выставил свою кандидатуру на очередных выборах консулов. Дата их проведения неизвестна: выборы проводились либо, как обычно, в июле, либо позднее — в сентябре или даже октябре 63 года до н. э. Незадолго до голосования по инициативе Цицерона был принят новый закон против нарушений на выборах (lex Tullia de ambitu), направленный прежде всего против часто прибегавшего к подкупам Катилины. Во время предвыборной кампании он не скрывал своё тяжёлое финансовое положение. Напротив, Катилина заявлял, что только он — человек с огромными долгами — может отстаивать интересы бедняков. Для привлечения новых сторонников он выдвинул лозунг полной кассации долгов (tabulae novae — «новые таблички» [для ведения учёта долгов]). Возможно, Сергия на выборах поддерживали Цезарь и Красс. При этом участие последнего могло быть непосредственным: Красс был одним из главных кредиторов перспективных политиков, ссужавшим им деньги для ведения предвыборных кампаний. Впрочем, старших магистратов выбирали в центуриатных комициях, где решающими были голоса богатых граждан, и консулами стали Децим Юний Силан и Луций Лициний Мурена.
Отчаявшись достичь консулата легальным путём, Катилина окончательно перешёл к насильственным способам достижения карьерных целей. Источники расходятся в определении времени тайного соглашения между Сергием и другими отчаявшимися аристократами, но сообщают некоторые подробности о процессе его оформления. В частности, упоминается о ритуальном распитии вина, смешанного с человеческой кровью; Плутарх же сообщает, будто заговорщики скрепили клятву ритуальным убийством человека и поеданием его мяса, а Дион Кассий утверждает, будто в жертву принесли ребёнка. Одни исследователи считают это свидетельством исполнения ритуала некоей «демонической религии Востока», хотя многие отрицают историчность эпизода, признавая эти слухи следствием более поздней пропаганды. Кроме того современников настораживал тайный характер приносимых клятв: по традиции, в Древнем Риме клялись публично.
Последовательность событий на этапе формирования заговора и их датировка достоверно неизвестны. В частности, датировка выборов консулов летними месяцами не является общепринятой: допускается их перенос (возможно даже неоднократный), вследствие чего они иногда датируются 20, 21, 28 октября либо 4 ноября. Т. Моммзен относит к октябрю 63 года до н. э. не только выборы консулов, но и окончательное формирование тайного союза. С. Л. Утченко считает, что заговор сформировался летом, но ещё до выборов консула. Саллюстий же явно ошибочно относит формирование заговора к 64 году до н. э., что вносит дополнительную путаницу.
Конспираторы запланировали основные действия на конец октября, в чём сходятся как сторонники версии о летних выборах, так и историки, отстаивающие их проведение осенью. Ожидалось, что заговорщики поднимут восстание в столице и перебьют своих оппонентов, сторонники Сергия начнут мятежи в городах Италии, а Гай Манлий возглавит крупное восстание в Этрурии (по другой версии, Манлий действовал независимо; см. ниже). Выступление было назначено на 28 октября. Катилина обещал отменить все существующие долги, провести новые проскрипции, а между всеми активными участниками планировалось распределить основные магистратуры (в частности, сам лидер заговора должен был наконец стать консулом). Далеко идущих планов реформирования государственного устройства и социальных институтов конспираторы не строили (по крайней мере, свидетельств об этом не сохранилось). Некоторые исследователи (в частности, Г. М. Лившиц) сомневаются в том, что Катилина всерьёз планировал реализовывать свою экономическую программу, озвученную ещё на выборах и привлёкшую к нему внимание — она могла использоваться лишь для привлечения обездоленных ветеранов и крестьян. Спорным является и вопрос о возможности проведения аграрной реформы (см. выше раздел «Причины. Социальная база заговора»).
В историографии также существует версия, что Катилина не был организатором и активным участником первого этапа заговора, но присоединился к нему уже в период вооружённого выступления. Согласно этой версии, выдвинутой К. Уотерсом (англ. K. H. Waters) и Р. Сиджером (англ. Robin Seager), история о его активном участии была сфабрикована и растиражирована Цицероном. Центральным лицом всего движения в этой версии становится Гай Манлий, который поддержал Катилину на выборах консулов, а после неудачи начал подготовку вооружённого восстания в Этрурии. Однако эта версия базируется на большом количестве малоправдоподобных допущений, что вызывает настороженное отношение к ней.

### Утечки информации, новый план действий, бегство Катилины из Рима
Первоначально планы заговора полагались в основном на внезапность выступления, но этот фактор был утерян из-за многочисленных утечек информации: пёстрый социальный состав заговорщиков создал серьёзные проблемы в организации и в управлении их действиями. Слухи о тайной организации широко распространились в Риме, однако точных сведений не было ни у кого. Сенаторы долгое время ничего не предпринимали, поскольку у них не было веских доказательств подготовки заговора.
В середине октября трое влиятельных римлян — Красс, Марцелл и Метелл Сципион — получили анонимные письма с предупреждениями о готовящемся заговоре, которые немедленно принесли Цицерону. Консул попросил адресатов писем зачитать их на заседании сената следующим утром как свидетельство надвигающейся угрозы. Подтвердив слухи, Цицерон убедил сенаторов направить ожидавшие триумфа войска, стоявшие у стен города, в Апулию и Этрурию, а также принять чрезвычайный закон (senatus consultum ultimum). Точная хронология этих событий реконструируется с некоторыми различиями: в частности, передачу писем Цицерону Э. Салмон относит к вечеру 18 октября, а П. Грималь — к вечеру 20 октября; Т. Моммзен в «Римской истории» относит заседание сената с прочтением писем и обвинением Катилины к 20 октября, П. Грималь — к 21 октября. Ряд современных исследователей сомневается в подлинности писем, полученных Крассом, и приписывает их подделку Цицерону. По этой гипотезе, с помощью поддельных писем консул не только надеялся склонить на свою сторону сомневающихся сенаторов, но также узнавал отношение влиятельного Красса к заговору (в случая соучастия он не принёс бы письма Цицерону). Из-за разоблачения участники тайного союза в столице были вынуждены перенести свои планы, но Манлий всё же выступил в конце октября. Начало восстания в Этрурии серьёзно укрепило позицию Цицерона: если ранее словам консула не доверяли из-за его предвзятости по отношению к Катилине и из-за несбывшихся предсказаний о скором начале восстания в столице, то состоявшееся выступление Манлия заставило сенаторов относиться к его словам с повышенным вниманием. Цицерон также упоминает о неудавшихся планах Катилины захватить Пренесте 1 ноября, важную крепость недалеко от Рима, но это сообщение считается малоправдоподобным.
Отсутствие бесспорных доказательств не позволяло надеяться на успешное привлечение Катилины к ответственности, и сенат ограничился лишь началом расследования. Тем не менее Луций Эмилий Павел выдвинул официальное обвинение против него (это произошло 1 или 2 ноября). Сергий ответил, что до начала процесса он готов оставаться в Риме под домашним арестом в доме претора Метелла Целера или консула, но они отказались. После этого Катилина согласился на добровольный домашний арест (по-видимому, для завершения приготовлений организатору заговора требовалось время, и он решил согласиться участвовать в предстоящем суде). Однако в ночь на 6 ноября в доме Леки на улице Серповщиков состоялось тайное совещание катилинариев, на котором они решили убить Цицерона ближайшим утром. Кроме того, они внесли коррективы в свои планы: по сообщению античных источников, теперь планировалось поджечь город (столицу якобы планировали разделить на двенадцать или даже сто участков, где должны были одновременно вспыхнуть пожары, а систему водопроводов должны были повредить, чтобы осложнить тушение пожара). Пожар в Риме должен был спровоцировать массовые беспорядки и хаос, и заговорщики планировали воспользоваться ситуацией, чтобы армия из недовольных крестьян, пастухов и гладиаторов захватила сначала Италию, а затем и Рим. В столице тем временем отряды конспираторов должны были убивать всех своих врагов, причём некоторым нобилям поручалось убийство родителей. Первоочередной задачей, однако, было убийство Цицерона. Впрочем, один из участников заговора и информатор консула, Квинт Курий, предупредил его через свою любовницу Фульвию. Цицерон принял контрмеры и избежал покушения.
7 или 8 ноября Цицерон созвал заседание сената в храме Юпитера Статора. Выбор места был обусловлен строительством храма в честь полулегендарного события, когда Ромул остановил отступавшую римскую армию. Тем самым консул намекал, что настало время остановить Катилину. Кроме того, храм было легко защищать в случае начала беспорядков, а при необходимости можно было бежать в расположенный поблизости дом консула. Выступление Цицерона, ещё не обладавшего доказательствами существования заговора, против Сергия, известно как первая речь против Катилины, или первая катилинария. Лидер заговора присутствовал на заседании, но не отвечал на обвинения консула по существу, а ограничился инвективами о недостойном происхождении Цицерона. Поскольку Катилину почти никто не поддержал, он вскоре покинул столицу. Хотя Катилина заявил, что уезжает в Массилию, на деле он присоединился к Манлию в Фезулах. При этом в римской традиции добровольное изгнание приравнивалось к признанию вины. Отмечается, что у Катилины были и иные причины бежать из города помимо политических: 13-го числа — в ноябрьские иды — наступал крайний срок выплаты долгов, что грозило ему банкротством. 8 или 9 ноября Цицерон произнёс вторую речь против Катилины. На этот раз он выступал на форуме, обращаясь к народу. Возможно, потребность в речи консула к горожанам была вызвана распространяемыми слухами о том, что Цицерон незаконно изгнал Катилину, любимца многих простых римлян, из города.
«Доколе же ты, Катилина, будешь злоупотреблять нашим терпением? Как долго ещё ты, в своем бешенстве, будешь издеваться над нами? До каких пределов ты будешь кичиться своей дерзостью, не знающей узды? <…> Неужели ты не понимаешь, что твои намерения открыты? Не видишь, что твой заговор уже известен всем присутствующим и раскрыт? Кто из нас, по твоему мнению, не знает, что́ делал ты последней, что́ предыдущей ночью, где ты был, кого сзывал, какое решение принял? О, времена! О, нравы!»
По сообщению Саллюстия, сенат пообещал каждому, кто донесёт о заговоре, значительную награду: 100 тысяч сестерциев и свободу, если он раб и 200 тысяч сестерциев и безнаказанность — свободному человеку. Также, узнав о планах заговорщиков по поджогу города, Рим по ночам начала патрулировать ночная стража под руководством плебейских эдилов и ночных тресвиров. Претор Квинт Помпей Руф был послан с отрядом для подавления восстания гладиаторов в Капуе (их связь с Катилиной неясна), а претор Квинт Цецилий Метелл Целер был отправлен в Пицен и Цизальпийскую Галлию. Получили задания и вернувшиеся из провинций с армиями проконсулы, ожидавшие разрешения на триумф. Квинта Марция Рекса отправили в Фезулы, а Квинта Цецилия Метелла Критского — в Апулию, где началось восстание рабов. Марций Рекс вступил в переговоры с Манлием, но требования проконсула — сложить оружие и добиваться справедливости в обычном порядке — восставшие не выполнили.
Когда стало известно, что Катилина присоединился к Манлию, его объявили врагом государства. В Этрурию, где обосновались Сергий и Манлий, были направлены новые войска, причём их возглавил Гай Антоний Гибрида, которого подозревали в сочувствии заговорщикам. Катилина к этому времени провозгласил себя консулом (тем самым он дал понять, что не признаёт результатов последних выборов консулов), но решительных действий не предпринимал, дожидаясь начала восстания в столице. Он также рассылал письма многим знатным римлянам — возможно, это делалось для того, чтобы поссорить их с Цицероном.

### Получение доказательств, расследование, казнь
Хотя Катилина бежал из Рима, в столице остались его сообщники, на которых была возложена миссия организации выступления. Впрочем, во главе тайной организации в столице Сергий оставил не самых способных и решительных заговорщиков, а самых именитых — нерешительного бывшего консула Лентула Суру и бывших преторов Публия Автрония Пета и Луция Кассия. Более энергичные Гай Корнелий Цетег, Луций Статилий и Публий Габиний Капитон, которые призывали к скорейшему выступлению и решительным действиям, были вынуждены подчиниться Лентулу, что было обусловлено следованием традиционной иерархии. Сигналом к началу восстания должен был стать созыв одним из трибунов — Луцием Бестией — народного собрания. Подпольщики намеревались убить Цицерона, поджечь город в двенадцати местах (по малоправдоподобной версии Плутарха, они надеялись разжечь даже сто пожаров одновременно) и в обстановке всеобщего хаоса открыть ворота армии Катилины. Тем не менее Лентул предпочёл дождаться Сатурналий (17 декабря), хотя Цетег настаивал на немедленном выступлении. Именно в ноябре начался судебный процесс по делу Луция Лициния Мурены, избранного консулом на следующий год, но обвинённого другим кандидатом, юристом Сервием Сульпицием Руфом, в нарушении правил предвыборной агитации. У заговорщиков был шанс использовать противоречия, обнажившиеся во время процесса: Цицерон по тактическим соображениям защищал Мурену, который нарушил закон, проведённый им самим против Катилины (lex Tullia de ambitu), в то время как некоторые нобили требовали осуждения Мурены без оглядки на тяжёлую внутриполитическую ситуацию. Впрочем, конспираторы этим шансом не воспользовались: возможно, Лентул задерживал начало выступления из-за проблем Катилины с вербовкой сторонников в Этрурии.
Окончательные планы заговорщиков выдали прибывшие в Рим послы галльского племени аллоброгов. Это племя было недовольно откупщиками налогов и произволом римских наместников, но в столице жалобы их послов остались без внимания. После этого Лентул через своего агента Публия Умбрена рассказал им о готовящемся выступлении и раскрыл свои планы для того, чтобы склонить их к сотрудничеству. Однако послы аллоброгов, на словах согласившиеся помочь конспираторам, изменили своё решение и сообщили о своём разговоре покровителю (патрону) своей общины в Риме Квинту Фабию Санге. Тот немедленно рассказал об этом Цицерону. Вероятно, на смену решения галлами повлиял расчёт получить обещанную денежную награду вместо призрачного шанса добиться справедливости в результате опасного заговора. Цицерон убедил послов притвориться, будто они готовы помочь заговору, для того, чтобы собрать как можно больше материалов, компрометирующих катилинариев. Вскоре после этого им, следуя указаниям Цицерона, удалось убедить оставшихся в Риме заговорщиков написать письма, в которых они указывали свои обязательства и скрепляли их личными печатями. Послы аллоброгов обещали использовать эти письма для переубеждения своих соплеменников. Зная о времени отъезда послов из Рима, преторы Луций Валерий Флакк и Гай Помптин по просьбе Цицерона организовали засаду на Мульвиевом мосту в ночь на 3 декабря. При этом вместе с аллоброгами был задержан Тит Вольтурций, сопровождавший их к Катилине (путь в Нарбонскую Галлию пролегал через Этрурию); при нём обнаружили письмо от Лентула к Сергию. После того как у послов были отобраны письма, Цицерон смог представить сенату доказательства намерений конспираторов (в порядке исключения дело рассматривалось именно в сенате, а не в суде и не на народном собрании).
Заседание состоялось 3 декабря в храме Согласия, куда привели всех заговорщиков, за исключением бежавшего в Апулию Цепария. Поскольку Лентул был действующим магистратом, его привёл на заседание лично Цицерон, старший по должности. Конспираторы признали подлинность печатей на письмах и вплоть до дальнейшего разбирательства сенаторы постановили заключить их под стражу (custodia libera) в дома известных римлян; двоих разместили в домах Цезаря и Красса. В домах самих заговорщиков произвели обыск и нашли большие арсеналы с оружием.
4 декабря в сенате состоялись слушания показаний курьера заговорщиков, Луция Тарквиния, схваченного при попытке связаться с Катилиной. При рассказе о тайной организации он упомянул Марка Лициния Красса в качестве одного из координаторов действий всего подполья. Эти показания против влиятельного римлянина, который прямо содействовал раскрытию заговора, настроили сенаторов и против свидетеля, и даже против Цицерона, которого на некоторое время заподозрили в желании оклеветать Красса. Впрочем, Цицерон старался сохранять беспристрастность и даже отказал влиятельным сенаторам в привлечении к ответственности по этому же делу Цезаря — он находился под подозрением, но до обвинения дело не дошло.
5 декабря 63 года до н. э. состоялось очередное заседание сената, подробности которого хорошо описаны в источниках. Некоторые известные сенаторы проигнорировали заседание — в частности, Красс. Поскольку заговорщиков сочли виновными, на повестку дня был поставлен вопрос о наказании арестованных участников тайного союза. Цицерон, председательствовавший на заседании, предложил высказаться всем сенаторам. По традиции, первым выступил консул будущего года — Децим Юний Силан. По версии Саллюстия, он предложил смертную казнь, хотя в мирное время римские граждане не могли подвергаться смертной казни в обычном суде, а за тяжёлые преступления обычно изгоняли. Однако существует и предположение, что Силан уклончиво высказался за высшую меру наказания. Силана поддерживали высказывавшиеся по очереди сенаторы, пока не настал черёд Цезаря, избранного на следующий год претором и выступавшего после избранных и бывших консулов, но перед многочисленными бывшими преторами и младшими магистратами. Он призвал сенаторов к умеренности и предложил поместить заговорщиков под пожизненное заключение в разных городах, вдали друг от друга (предложение было необычным, поскольку римляне не практиковали тюремное заключение). Предложение Цезаря оказалось убедительным и некоторые из выступавших ранее, включая Силана, начали менять своё мнение. Однако слово взял Катон Младший. Он призвал сенаторов к решительным действиям в тяжёлое время и намекнул на причастность Цезаря к подполью. В завершении своей энергичной речи Катон потребовал для конспираторов смертной казни. После его выступления сенаторы высказались именно в поддержку его предложения. Поскольку сенат заседал при открытых дверях, толпа на улице попыталась напасть на Цезаря из-за озвученных Катоном подозрений в сочувствии заговорщикам.
Юридические предпосылки для смертной казни были весьма шаткими: хотя Цицерон получил чрезвычайную власть по senatus consultum ultimum, существовал ещё и закон Гая Гракха (lex Sempronia de capite civium), по которому казнь римского гражданина могло санкционировать только народное собрание. Цицерон же считал преступление против государства достаточным основанием для того, чтобы впредь не считать Катилину и других участников заговора римскими гражданами. Впрочем, Цезарь не был согласен с такой трактовкой, и выдвинутое им в сенате предложение было направлено против возможного нарушения закона Гракха. Выступивший последним Катон предложил приравнять заговорщиков, сознавшихся в планировании выступления, к исполнителям, и апеллировал к обычаям предков (mores maiorum), требовавшим смертной казни для уличённых в преступлениях против государства. Принятое решение оказалось спорным и по другой причине: было нарушено право осуждённых на обращение к народному собранию (provocatio ad populum).
В тот же день осуждённых отвели в Мамертинскую тюрьму и задушили. Всего 5 декабря было казнено пятеро римлян — Публий Корнелий Лентул Сура, Гай Корнелий Цетег, Публий Габиний Капитон, Марк Цепарий и Луций Статилий. После казни Цицерон произнёс перед собравшейся толпой всего одно слово — vixerunt («[они] отжили»), после чего люди, по сообщению источников, приветствовали консула.

### Битва при Пистории
После казни заговорщиков на Апеннинском полуострове остался один очаг сопротивления в Этрурии, возглавляемый Манлием и Катилиной. Кроме того, в северной Африке некоторое время действовали отряды Публия Ситтия.
Первоначально к Манлию и Катилине стекалось много добровольцев, и численность их армии выросла, по разным оценкам, до 7 или 20 тысяч солдат. Впрочем, большинство прибывших в лагерь были плохо вооружены. После получения известий из столицы о разоблачении заговора и о казни пятерых лидеров организации армия повстанцев начала редеть. Сергий повёл войска на север, но там восставшие оказались заперты в долине возле Пистории (современная Пистоя): отряды Метелла закрывали путь на север, а войска Антония закрыли дорогу к югу. Желая избежать окружения, Катилина решил прорываться на юг. В день сражения (январь 62 года до н. э.) Антоний передал командование войсками опытному боевому офицеру Марку Петрею; Катилина повёл своих сторонников в бой лично. Поскольку местом сражения стала узкая долина, оба полководца определили самых боеспособных солдат в первые ряды. Переломным моментом ожесточённой битвы стал прорыв войск Петрея по центру с последующим окружением флангов восставших. Хотя положение последних стало безнадёжным, сражение продолжалось до последнего убитого мятежника: по сообщению Саллюстия, очень немногие сдавались в плен. Всего в сражении погибло около трёх тысяч сторонников Катилины, включая лидера заговора и Манлия.
…многие солдаты, вышедшие из лагеря осмотреть поле битвы и пограбить, находили, переворачивая тела врагов, один — друга, другой — гостеприимца или родича; некоторые узнавали и своих недругов, с которыми бились. Так всё войско испытывало разные чувства: ликование и скорбь, горе и радость.Гай Саллюстий Крисп. О заговоре Катилины, 61.8-9 (пер. В. О. Горенштейна)
Труп Катилины, получившего множество ранений, был найден на поле боя; по сообщению Саллюстия, к моменту обнаружения войсками сената он ещё был жив. Антоний, ещё не развеявший слухи о своём участии в заговоре, приказал отправить голову Катилины в столицу в качестве доказательства.

## Последствия
Заговор значительно повлиял на римскую политическую жизнь. По мнению С. Л. Утченко, сторонники Гнея Помпея попытались воспользоваться опасностью заговора, растиражированной Цицероном, и лоббировали идею военной диктатуры для своего покровителя. В частности, плебейский трибун Квинт Цецилий Метелл Непот предложил вызвать Помпея с Востока с армией для разгрома отрядов Катилины и Манлия, а также предоставить Гнею право избираться в консулы заочно. За разгромом заговора последовало и начало множества судебных процессов против мнимых и реальных заговорщиков, причём некоторых из последних взялся защищать Цицерон. Вскоре были проведены меры, которые расцениваются как уступки сочувствовавшим Катилине: в частности, законом Катона 62 года до н. э. была снижена цена на государственное зерно для граждан, а закон Клодия 58 года до н. э. сделал хлебные раздачи бесплатными. Кроме того, реакцией на движение Катилины считают аграрные законы 50-х годов до н. э., прежде всего законодательство Цезаря 59 года до н. э.
Подавление заговора сыграло решающую роль в дальнейшей жизни Цицерона. Марк впоследствии неоднократно напоминал о своей роли в раскрытии и подавлении заговора, но со временем потерял чувство меры:
…[Цицерон] возбуждал общее недовольство постоянным самовосхвалением и самовозвеличиванием. Ибо ни сенат, ни суд не могли собраться без того, чтобы не услышать его разглагольствований о Катилине и Лентуле. Даже свои книги и писания он стал наполнять похвалами самому себе.Плутарх. Цицерон, 24 (пер. В. В. Петуховой)
Хотя вскоре после ликвидации угрозы Катилины ему в обстановке всеобщего ликования был дарован почётный титул «отец отечества» (pater patriae или parens patriae), недоброжелатели консула не простили ему превышение полномочий при казни пятерых заговорщиков. Уже в конце 63 года до н. э. трибун Метелл Непот запретил ему выступать с традиционным отчётом о своём консульстве. В 58 году до н. э. другой трибун, Клодий, добился принятия закона об изгнании из Рима всех магистратов, которые казнили римских граждан без суда. Закон имел обратную силу, и Цицерон был вынужден удалиться из столицы, хотя уже в следующем году ему позволили вернуться. Наконец, казнь Лентула заложила основу для враждебного отношения будущего триумвира Марка Антония, приёмного сына Лентула, к организатору казни. Спустя двадцать лет Антоний настоял на включении оратора в проскрипционные списки. По преданию, голову и руки Цицерона после казни выставили напоказ на Форуме, где он выступал перед римлянами.

## Память о заговоре. Освещение событий в источниках и историографии
Для античной эпохи характерна демонизация образа Катилины, а вместе с ним и всего заговора. После разгрома заговора Цицерон не уставал напоминать окружающим о своих заслугах (см. выше раздел «Последствия»), что содействовало распространению его точки зрения на события 63 года до н. э. После подавления заговора многие политики обвиняли друг друга в связях с Катилиной, в результате чего сохранившиеся до наших дней свидетельства античных авторов полны отголосков пропагандистских баталий середины I века до н. э. При этом сочинения Цицерона и Саллюстия — современников этих событий — не всегда согласуются друг с другом и в деталях, и в оценках: например, Саллюстий намекает на нерешительность консула из-за враждебного отношения к нему. Широко распространялись и многочисленные слухи, порочащие самих участников тайного союза и их планы. Впоследствии эти слухи записывались античными историками (порой в преувеличенном и приукрашенном виде), причём нередко их свидетельства противоречили друг другу: например, среди известий о ритуальной клятве, скрепившей заговор, содержатся сообщения о распитии вина с кровью, одной лишь крови, человеческого мяса и внутренностей принесённого в жертву ребёнка (см. выше раздел «Формирование заговора»). Иных оценок этих событий придерживалась часть городского плебса и италиков, а также родственники заговорщиков: известно, что они возлагали цветы к могиле-кенотафу Катилины и поминали его ритуальными возлияниями.
Важнейшие источники для реконструкции событий заговора — отдельное сочинение «О заговоре Катилины» историка Гая Саллюстия Криспа и четыре речи Цицерона против Катилины. Цицерон также описал историю своего консульства в отдельном произведении, которое не сохранилось, но, возможно, привлекалось Плутархом для составления биографии оратора. В сочинении Саллюстия заговор рассматривается прежде всего как проявление морального разложения римского нобилитета, хотя отмечается небрежность при реконструкции хронологии и значимые умолчания. Плутарх достаточно подробно описывает события 63 года до н. э. в биографии Цицерона, но некоторые дополнения встречаются также в жизнеописаниях Цезаря, Красса и Катона Младшего. Изложение истории заговора историком II века н. э. Аппианом имеет ряд общих черт с трудом Саллюстия, а автор III века н. э. Дион Кассий, вероятно, опирался на множество источников. Кроме того, некоторые сведения о заговоре Катилины содержатся у Веллея Патеркула, Тита Ливия, Гая Светония Транквилла, Диодора Сицилийского и Луция Аннея Флора, а также у писателей поздней античности.
Современные исследователи порой предлагают альтернативные интерпретации корпуса античных источников, которые критически настроены к Катилине и к действиям заговорщиков. Как замечает Ц. Явец, пристальное внимание историков Нового и Новейшего времени к заговору отчасти обусловлено во многом случайной сохранностью источников об этом событии. В то же время, не меньшим по размаху движениям Сатурнина, Друза, Сульпиция и Сертория уделяется значительно меньше внимания, поскольку источники освещают детали их деятельности не столь подробно. Кроме того, совершенно не сохранились документы, отражающие точку зрения сторонников Катилины. П. Ф. Преображенский же видит в корпусе сохранившихся источников серьёзное искажение действительности, сравнивая отображение ими заговора с театральной постановкой.
Оценки заговора в литературе, начиная со Средних веков, тесно связаны с оценкой личности Катилины. Подобная персонализация заговора характерна в первую очередь для художественной литературы. До XVIII—XIX веков Катилина традиционно считался отрицательным героем (Бен Джонсон, Вольтер и другие). Перелом в массовом сознании случился в результате ряда революций, произошедших в Европе в 1848—1849 годах. Лидер заговорщиков, и ранее ассоциировавшийся с революцией, стал восприниматься как романтический борец за свободу с печальной судьбой: в этом духе написаны произведения Генрика Ибсена и Александра Дюма-отца. Похожий образ вывел Рафаэлло Джованьоли в романе «Спартак», в том же русле Катилину оценивал Н. А. Добролюбов. В 1918 году поэт Александр Блок посвятил событиям заговора и его организатору отдельное сочинение в прозе «Катилина», выдержанное в том же духе. Критические оценки «учёных филологов» поэт решительно отверг. Блок смотрел на Катилину через призму событий своего времени и увидел в нём «римского большевика», а действия Цицерона сравнил с «белым террором».
Изучение событий заговора в историографии началось в середине XIX века с очерка Э. Гагена, реконструирующего хронологию движения Катилины, и исследования Г. Вирца, носящего преимущественно источниковедческий характер. В конце XIX — начале XX века появились специальные исследования о заговоре К. Джона и Г. Буассье. Последнему принадлежит попытка пересмотреть распространённое благодаря источникам мнение об участии Красса и Цезаря в обоих заговорах в пользу их непричастности, но в оценке времени возникновения заговора он следует за Саллюстием. К. Джон же доказал, что выборы консулов на 62 года до н. э. проходили в июле, а не осенью, и заговор начал складываться уже после неудачи кандидатуры Катилины. Как и многие писатели этого периода, историки конца XIX — начала XX века нередко прибегали к сравнениям из современной им политической практики: К. Джон, отстаивая стремление Сергия к социальной революции, охарактеризовал его деятельность как анархистскую, а Г. Буассье сравнивает катилинариев не только с анархистами, но и с социалистами его эпохи. Начало изучению событиям 63 года до н. э. в русскоязычной историографии положили И. М. Муравьёв-Апостол и Д. И. Нагуевский. В советской историографии заговору Катилины уделялось много внимания, однако единого подхода к оценке его деятельности не существовало. Одни исследователи ставили Катилину в один ряд с Гракхами, причисляя его к представителям «демократического» (популярского) движения, другие видели в его действиях лишь стремление к захвату власти. Среди специальных работ по этой теме выделяются исследования В. С. Сергеева, Ю. А. Иванова и несколько защищённых в середине XX века диссертаций. В 1960 году Г. М. Лившиц издал монографию «Социально-политическая борьба в Риме 60-х годов I века до н. э. и заговор Катилины», основанную на своей кандидатской диссертации.

## Комментарии
1. ↑  Традиционная пирамида римских магистратур именовалась cursus honorum.
2. ↑  Под латинским термином repetundis (вымогательство) изначально понималось получение взяток римскими магистратами, хотя законы, регламентировавшие этот род незаконной деятельности (leges de repetundis), со временем стали включать и другие виды нарушений при исполнений служебных обязанностей.
3. ↑  Начальник конницы (лат. magister equitum) — помощник диктатора.
4. ↑  Обычно в античной историографии источники сведений не назывались, и Светоний называет их, лишь когда желает снять с себя ответственность за спорные сведения[14]. Так он поступает и в случае с рассказом о первом заговоре.
5. ↑  Из-за судебного преследования Катилина не сумел баллотироваться в консулы в 65 году до н. э[23].
6. ↑  Современники использовали выражение «homo novus» (букв., «новый человек») для пренебрежительного обозначения тех политиков, претендовавших на занятие высоких должностей (магистратур), но чьи предки никогда их не занимали.
7. ↑  Существует предположение, что перед выборами Цицерон договорился с Антонием Гибридой о совместных действиях. В обмен Марк якобы пообещал уступить ему провинцию Македония вместо ожидавшейся ранее Цизальпийской Галлии. Для Антония Цизальпийская Галлия была плоха тем, что там нет возможностей для грабежа, а её географическая близость к Риму позволяла быстро узнать о любом нарушении закона в столице[25][26]. Впрочем, обмен провинциями мог состояться уже в следующем году[27].
8. ↑  Иной позиции придерживается, например, Г. М. Лившиц: по его мнению, в заговоре участвовало очень мало нобилей[43].
9. ↑  Впрочем, существует предположение, что восстание пастухов в Апулии в 63 году до н. э. началось независимо от заговора[54].
10. ↑  Высказывается мнение, что Цицерон не упустил бы возможности раскритиковать аграрную программу Катилины, если бы таковая действительно существовала[39].
11. ↑  Существует предположение, что переписка Лентула с Катилиной, на которой базируются основные выводы о позиции заговорщиков по вопросу об участии рабов, — подделка[72].
12. ↑  Т. Петерссон[90], П. Грималь[91] и С. Л. Утченко[92] с недоверием относятся к сообщениям о распитии вина с кровью и о поедании человеческого мяса, но Т. А. Бобровникова считает описанное исполнением ритуала «демонической религии Востока»[93].
13. ↑  П. Грималь полагает, что Катилина находился под домашним арестом в доме Марка Порция Леки[113], Г. М. Лившиц вслед за Цицероном считает, что местом его пребывания был дом Марка Метелла[111][114].
14. ↑  Саллюстий относит заседание в доме Леки в середине октября, что обычно считают хронологической ошибкой римского автора[116].
15. ↑  (Sall. Cat. 28) Саллюстий. О заговоре Катилины, 28: «И вот, когда все остальные были напуганы и растерянны, римский всадник Гней Корнелий, обещавший Катилине своё содействие, а вместе с ним сенатор Луций Варгунтей решили той же ночью, но позднее с вооружёнными людьми войти в дом Цицерона будто бы для утреннего приветствия, застигнуть его врасплох и заколоть в его же доме. Как только Курий понял, какая опасность угрожает консулу, он поспешил через Фульвию известить Цицерона о готовящемся покушении. Поэтому их не пустили на порог и попытка совершить столь тяжкое злодеяние не удалась».
16. ↑  П. Грималь вслед за Цицероном высказывается в поддержку выбора храма Юпитера Статора как намёка на необходимость остановить Катилину[121], Т. П. Уайзмен полагает, что выбор в пользу Храма Юпитера Статора был обусловлен близостью к дому консула и простотой его защиты[122] (о последней причине говорит Цицерон).
17. ↑  Наверняка вымышлены слова о намерении разрушить Рим, вложенные в уста Катилины Саллюстием[123]: «Так как недруги, окружив, преследуют меня и хотят столкнуть в пропасть, то пожар, грозящий мне, я потушу под развалинами»[124].
18. ↑  В этом же городе в 78—77 годах до н. э. началось восстание Марка Эмилия Лепида.
19. ↑  По-видимому, Катилина решил навязать сражение не Метеллу, а Антонию в надежде на то, что последний всё же перейдёт на его сторону[156].
20. ↑  По римской традиции ведения войны, самые опытные солдаты — триарии — находились в последних рядах.
21. ↑  П. Ф. Преображенский даже видит в Катилине Ибсена прообраз будущих героев норвежского писателя[179].
22. ↑  Полное название работы — «Катилина. Страница из истории мировой революции».

## Основные источники
- Гай Саллюстий Крисп. О заговоре Катилины (текст на латинском языке Архивная копия от 16 марта 2015 на Wayback Machine)
- Марк Туллий Цицерон. Речи против Катилины (текст на латинском языке Архивная копия от 12 февраля 2015 на Wayback Machine и перевод на русский язык В. Алексеева)
- Плутарх. Сравнительные жизнеописания: Цицерон (текст на древнегреческом языке)
- Гай Светоний Транквилл. Жизнь двенадцати цезарей: Божественный Юлий (текст на латинском языке Архивная копия от 6 марта 2015 на Wayback Machine)
- Аппиан. Римская история. Гражданские войны, II, 2-7 (текст на древнегреческом языке)
- Павел Орозий. История против язычников, VI, 3 и 6 (текст на латинском языке Архивная копия от 25 марта 2015 на Wayback Machine)
- Евтропий. Бревиарий, VI, 15 (текст на латинском языке Архивная копия от 26 июня 2014 на Wayback Machine)